# Le Pin (Charente-Maritime)
Pin – miejscowość i gmina we Francji, w regionie Nowa Akwitania, w departamencie Charente-Maritime.
Według danych na rok 1990 gminę zamieszkiwało 60 osób, a gęstość zaludnienia wynosiła 24 osób/km² (wśród 1467 gmin regionu Poitou-Charentes Pin plasuje się na 914. miejscu pod względem liczby ludności, natomiast pod względem powierzchni na miejscu 1133.).